# Jakob der Letzte
Jakob der Letzte. Eine Waldbauerngeschichte aus unseren Tagen ist ein Roman des österreichischen Schriftstellers Peter Rosegger, der 1887 erstveröffentlicht wurde und das Schicksal der steirischen Bergbauern zur Zeit der Industrialisierung thematisiert.

## Hintergrund und Entstehung
In Roseggers obersteirischer Heimat kam es während der Gründerzeit zu einem massiven Ausbau der Stahl- und Eisenindustrie, die bis dahin von kleineren Betrieben (Hammerwerken) geprägt war, die nun aber durch große Fabriken ersetzt wurden. Durch technische Innovationen und verbesserte Verkehrswege bildeten sich Großbetriebe wie z. B. die Böhler-Werke in Kapfenberg, die Österreichisch-Alpine Montangesellschaft in Donawitz oder die Bleckmann-Werke in Mürzzuschlag. Der hohe Arbeitskräftebedarf der Industrie führte dazu, dass immer mehr Bauern in die Städte abwanderten und zu Arbeitern wurden.
Die Entwicklung in der Landwirtschaft verstärkte diesen Trend: Im Zuge der Bauernbefreiung nach der Revolution von 1848 mussten die Bauern zum einen hohe Ablösezahlungen an die ehemaligen Grundherren leisten, zum anderen mussten sie nun – wie alle Staatsbürger – Steuern in Form von Geld zahlen, die von den Finanzämtern auch konsequent eingefordert wurden. Der hohe Kapitalbedarf der Landwirtschaft konnte erst allmählich von Genossenschaften gedeckt werden, gleichzeitig verfielen durch den Freihandel und die dadurch gestiegenen Importe die Agrarpreise. In der Steiermark (inklusive Untersteiermark) sind zwischen 1860 und 1890 etwa 50.000 Bauernhöfe aufgegeben worden, in Roseggers engerer Heimat betraf dies etwa ein Drittel aller Höfe. Der Grund und Boden der aufgegebenen Bergbauernhöfe wurde zumeist aus jagdlichen Motiven von Großgrundbesitzern, Adeligen und Industriellen zu niedrigen Preisen erworben („Bauernlegen“).
Im Frühjahr 1886 hatte Peter Rosegger auf einer Wanderung in seiner alten Heimat am Alpl feststellen müssen, dass von einst 25 nur noch acht Bauernhöfe vorhanden waren und die meisten Almen dem Wald gewichen waren. Als ein Förster ihm auf eine diesbezügliche Frage hin antwortete, die Bauern hätten es ohnehin nicht anders verdient, und die Steiermark sei ein Wild-, kein Bauernland, zeigte sich Rosegger stark irritiert und entschloss sich in der Folge, dieses aktuelle Thema aufzugreifen.
Rosegger schrieb den Roman im Sommer und Herbst 1886 und veröffentlichte ihn ab Jänner 1887 zunächst in seiner Zeitschrift Heimgarten; ein Jahr später erschien im Verlag Staackmann in Leipzig die erste, wesentlich erweiterte Buchausgabe.

## Inhalt
Am Pfingstsonntag erscheint in Altenmoos, einem Bauerndorf im obersteirischen Gebirge, der Bauer Knatschel am Hof seines Nachbarn Jakob Steinreuter vulgo Reuthofer und erzählt, dass er seinen Hof dem „Kampelherrn“, einem Industrie-Millionär, für 2000 Gulden verkauft habe. Knatschel erzählt, dass auch andere Bergbauern ihre Höfe verkauft haben, und dass sogar der Guldeisner, der größte und reichste Bauer des Dorfes, ernsthaft über einen Verkauf nachdächte. 30.000 Gulden soll ihm der Kampelherr angeboten haben. Jakob zeigt sich ablehnend.
Einige Zeit später besucht der Oberförster, Oberjäger und Waldmeister Ladislaus, ein gebürtiger Pole, den Hof des Steinreuter und rät ihm, seinen Hof auch zu verkaufen, doch Jakob schickt ihn weg. Als Ladislaus den Hof verlassen will, bittet ihn Jakobs Sohn „Jackerl“ ihn aus dem Mooskeller zu befreien, in den sein Vater ihn eingesperrt hatte, weil er seinen Freiheitsdrang zügeln wollte. Der Waldmeister zeigt sich zuerst beeindruckt von ihm und öffnet die Sperrkette, Jackel reißt von innen die Tür auf und verletzt den Waldmeister leicht. Dieser schwört auf Rache. Jakobs Sohn aber reißt aus und verschwindet spurlos. Es wird sofort eine Suche nach dem Kind gestartet, man findet aber nur seine Schuhe am Ufer des Gebirgsbaches im sogenannten „Gottesfrieden“, einer einsamen Felsgegend. Es wird angenommen, dass der Junge ertrunken sei, und ein Trauergottesdienst für ihn gefeiert.
Immer mehr Altenmooser sind durch Geldnot zum Verkauf gezwungen oder lassen sich vom vermeintlich leicht verdienten Geld blenden. Jakob und einige Nachbarn erkennen, dass alles am größten und reichsten Bauern der Gegend, dem Guldeisner, liegt, und versuchen ihn vom Verkauf abzuhalten, dies misslingt jedoch. Im Steppenhof in Altenmoos, dem Dorfwirtshaus, verhandelt der Guldeisner mit dem Kampelherrn um seinen Hof. Für 30.700 Gulden verkauft er das größte Anwesen der Gegend an den reichen Herrn. Die im Wirtshaus anwesenden Bauern wenden sich nach dem Verkauf vom Guldeisner ab. Der Ex-Großbauer versucht, die Bauern mit Einladungen zu freien Getränken zu beeindrucken, doch die Bauern verlassen empört das Gasthaus: Sie wollen mit dem „abgehausten“ Guldeisner nichts mehr zu tun haben. Jakob nimmt die Nachricht vom Verkauf mit Fassung auf, weiß aber, dass damit das Todesurteil für das Dorf Altenmoos ausgesprochen ist. Der Kampelherr scheint unermesslich reich zu sein, er kauft einen Hof nach dem anderen, obwohl Jakob bei einer Versammlung die Bauern mit drastischen Worten warnt:

„Es gehen Häuserschächer um, und ihr verkauft den Boden, auf dem ihr steht. Nachbarn! Wenn sich die Welt zerstört, so fängt es an: Die Menschen werden zuerst treulos gegen die Heimat, treulos gegen die Vorfahren, treulos gegen das Vaterland. Sie werden treulos gegen die guten alten Sitten, gegen den Nächsten, gegen das Weib und gegen das Kind.“

Bald gibt es nur noch einen Bergbauernhof im Altenmoos: den Reuthof des Jakob Steinreuter. Und Jakob ist vom Pech verfolgt: Seine Frau stirbt, sein zweiter Sohn Friedrich ("Friedel") wird zum Militär eingezogen und desertiert zuerst, später fällt er in einem nicht näher genannten Krieg. Die Ernten fallen immer schlechter aus, der Reuthofer hat Steuerschulden, sein Vieh verendet, Knechte und Mägde gehen weg. Seine Tochter Angerl hat einen jungen Bauern der Nachbarschaft, den Florian Hüttenmauser geheiratet, den der Waldmeister jedoch als Nebenbuhler betrachtet und bekämpft. Bald sind auch sie zum Wegziehen gezwungen und siedeln sich in der Ebene an, haben dort jedoch auch kein Glück, wie Jakob bei einem Besuch feststellen muss. Seine Versuche sie zur Rückkehr zu überreden, schlagen jedoch fehl, damit ist er ganz alleine. Einzig der Pechöl-Natz, ein Taglöhner, und einige wenige alte oder ungelernte Bedienstete halten noch zu Jakob und bleiben bei ihm. Das Leben wird immer schwieriger, was hauptsächlich daran liegt, dass die durch das Wild verursachten Schäden immer mehr werden, wogegen der Bauer sich nicht wehren darf. Die Entschädigungen sind lächerlich; wenn hingegen ein Stück Vieh in den Wald läuft, wird es erschossen. Auch auf seine Felder darf er nicht mehr, wenn dort gerade eine Jagd stattfindet. Jakob erkennt, dass "Herrenwille geht immer vor Bauernrecht." Seine Lage wird immer prekärer.
Da bekommt Jakob eines Tages einen Brief von seinem totgeglaubten Sohn Jackerl, überbracht vom ehemaligen Großbauern Guldeisner, der jetzt als Bettler wieder nach Altenmoos kommt. Jackerl schreibt, dass er damals mit ein paar Wandersleuten nach Triest mitgezogen sei, später als Matrose zur See nach Indien, dann nach Südafrika gefahren sei. Schließlich gelangte er nach Kalifornien, wo er als Goldgräber Erfolg hatte, aber sein Vermögen wieder verlor. Anschließend zog er mit mehreren deutschsprachigen Freunden in die Sierra Nevada und baute sich dort in der Wildnis eine Farm auf, in einem Tal, das er Neu-Altenmoos benannt hatte. Er ist wieder zum Bauernstand seiner Vorfahren zurückgekehrt, hat geheiratet und seine Frau erwartet ein Kind. Der Sohn schreibt in seinem Brief, dass man ihn bald in Neu-Altenmoos Jakob den Ersten nennen wird, bittet seinen Vater um Verzeihung und lädt ihn zu sich auf Besuch ein.
Nachdem Jakob den Brief gelesen hat, überlegt er tatsächlich, nach Amerika zu seinem Sohn zu reisen. Auf einem Steinhaufen sitzend sinniert er mit dem Pechöl-Natz darüber, da bemerkt er ein Reh, das mitten auf seinem Feld steht und sein angebautes Gemüse frisst. Jakob lässt sich heimlich sein Gewehr bringen, doch als er anlegt, stellt ihn der Waldmeister Ladislaus zur Rede und bezichtigt ihn mit angelegtem Gewehr der Wilderei. Jakob dreht sich herum und legt auf den Waldmeister an. Ladislaus drückt ab, daraufhin auch Jakob. Die Kugel von Ladislaus verfehlt Jakob knapp, dieser trifft den Waldmeister tödlich. Er weiß, dass er damit endgültig vernichtet ist, und flieht auf demselben Weg in die Berge, den früher sein Sohn Jackel genommen hatte. Natz, der ihm nachgeeilt ist, findet Jakob leblos im See treiben; seine Leiche wird später als Mörder und Selbstmörder in der Schlucht, die man „Im Gottesfrieden“ nennt, verscharrt, während der Waldmeister mit allen Ehren auf dem Kirchhof bestattet wird. Natz zimmert ein Kreuz, das er an der Felswand aufstellt, mit der Aufschrift:

„Hier ruht im Gottesfrieden Jakob Steinreuter insgemein Reuthofer, der letzte Bauer zu Altenmoos.“

Während der Reuthof "auf die Gant geschrieben" (zwangsversteigert) wird, macht sich Natz auf den Weg nach Amerika, um Jackel aufzusuchen.

## Rezeption
Die zeitgenössische Rezeption war gespalten: Zwar war das Buch ein großer Publikumserfolg (fünf Auflagen in sechs Jahren), es wurde aber gerade von der politisch und gesellschaftlich einflussreichen Jägerschaft heftig angegriffen. Zum Beispiel nannte der Präsident des Österreichischen Jagd-Schutzvereines, Baron Frank, das Buch ein „krankhaftes Phantasiegemälde“. Hingegen wurde das Buch vom sozialdemokratischen Journalisten Engelbert Pernerstorfer für seine präzise Gesellschaftskritik gelobt und Pernerstorfer erbat sich das Recht für einen Nachdruck in seiner eigenen Zeitschrift.
Der Literaturwissenschafter Hermann Pongs betrachtete das Buch als Roseggers Hauptwerk, in dem der Autor „gotthelfsche Größe“ erreicht und das Schicksal des Jakob Steinreuter als „Akt eines Weltgerichts“ inszeniert habe: „Die Tiefe der Erschütterung gibt dem Dichter Kräfte, die sein schlichtes Bauernweltbild ins Weltsymbolische weiten“.
Roseggers Roman zeigt ein tief verwurzeltes Misstrauen gegenüber der Industriegesellschaft, der er das Bild einer harmonischen, wenn auch kargen, bäuerlichen Lebenswelt entgegenhielt. Der Sozialhistoriker Ernst Bruckmüller wies darauf hin, dass die Darstellung des Bauerntums im Roman schon zu Roseggers Lebzeiten nicht mit der Realität übereinstimmte: „Sein Gesellschaftsbild ist nicht plan als Wirklichkeit zu nehmen, sondern als gut beobachteter Ausschnitt, der aber mit ideologischen Projektionen und wohl auch mit den Wünschen und Sehnsüchten des selbst in die Stadt (und dort zu Erfolg) gelangten Bauernsohnes nicht unerheblich angereichert wurde“. In diesem Zusammenhang wurde Rosegger auch als „konservativer Utopist“ bezeichnet.
Hubert Lendl wies auf eine erstaunliche Parallele in Roseggers eigenem Umfeld hin: Der jüngste Bruder des Schriftstellers, Jakob (!) Rosegger, war jahrzehntelang als Stahlarbeiter in Donawitz bei Leoben beschäftigt, bis er sich schließlich mit seinen Ersparnissen eine kleine Bauernwirtschaft in seiner Heimatgemeinde Krieglach kaufen konnte, die er mit seiner Familie bewirtschaftete. Der Bruder Jakob realisierte somit die Idealvorstellung Peter Roseggers von der Rückkehr zur bäuerlichen Lebensform.
Der Ökonom und Soziologe Max Weber bezog sich einer agrarpolitischen Untersuchung auf Roseggers Roman. Weber vertrat die Ansicht, dass die kapitalisierte Rente auf Forstbesitz auf guten Böden allgemein geringer sei als der Marktwert von Grund und Boden und schloss daraus: „Roseggers Geschichte Jakobs des Letzten ist ein Vorgang, der in Gebieten mit gutem, für moderne kräftige Bauernwirtschaften überhaupt qualifiziertem Boden sich wenigstens nicht allzu oft ereignen wird“. Die Nutzung ehemaliger Agrarflächen für forstliche und jagdliche Zwecke sei im Allgemeinen unrentabel, meinte Weber.
Der Historiker Othmar Pickl geht davon aus, dass die Figur des Kampelherren ein kaum verhülltes Porträt des steirischen Montanindustriellen Viktor Seßler Freiherr von Herzinger darstellt. Seßler kaufte in den 1870er- und 1880er-Jahren bäuerlichen Grundbesitz im Mürztal auf, um Wälder zur Gewinnung von Holzkohle für seine Werke zur Verfügung zu haben.

## Bearbeitungen
1976 verfilmte Axel Corti den Roman mit Bruno Dallansky in der Rolle des Jakob Steinreuter.
Felix Mitterer schuf aus dem Roman ein Theaterstück, das mit August Schmölzer in der Titelrolle am 28. Juli 2013 – wenige Tage vor dem 170. Geburtstag des Schriftstellers – als Freilicht-Theater vor Roseggers Geburtshaus, dem Kluppeneggerhof in Alpl, uraufgeführt wurde. Der Kulturjournalist Heinz Sichrovsky lobte die „archaische Einfachheit“ der Inszenierung und betonte die Relevanz Roseggers für die Gegenwart: 

„Zu Schulzeiten hat man uns mit dem zur Karikatur idyllisierten Rosegger bis zum Erbrechen gequält, und welch großartiger, bildmächtiger gesellschaftspolitischer Visionär war er doch! Jakob der Letzte ist ein Bauer, der um den Preis des eigenen Lebens Gegenwehr leistet, als ihm die Großgrundbesitzer sein Land abpressen wollen. Zwölf Vorstellungen sind ausverkauft, so bedrängend ist die antikapitalistische Botschaft. Schon denkt man daran, das Stück jährlich wie einen steirischen „Jedermann“ zu zeigen.Und anders als der Salzburger Großheuchler wäre Jakob der Letzte in der Tat ein Anwärter auf Ewigkeit.“